# Fântână

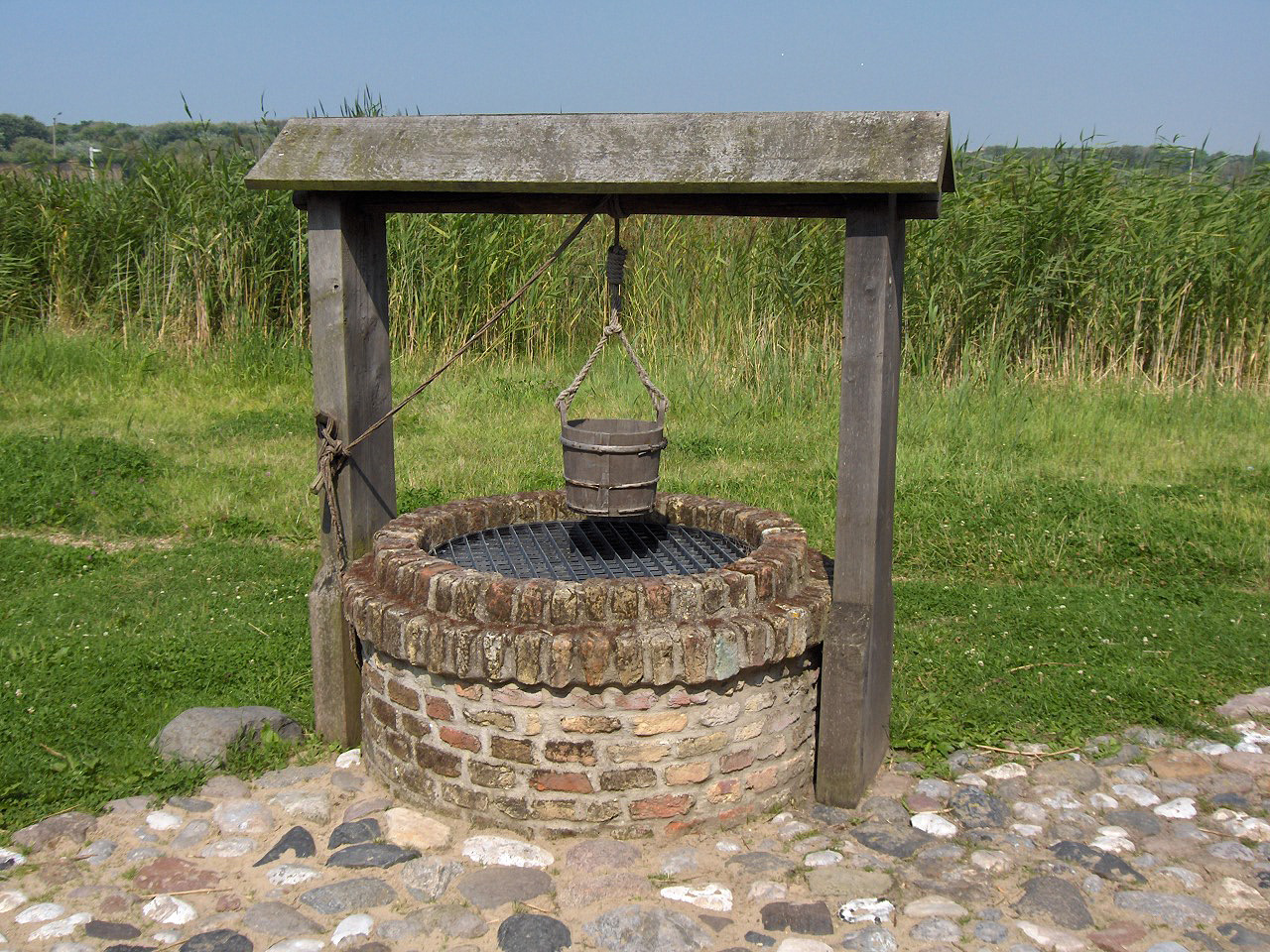
Fântână în Belgia

Fântâna este, la origine, o construcție alcătuită dintr-o groapă cilindrică sau prismatică, cu pereții pietruiți, cu ghizduri împrejur, săpată în pământ până la nivelul unui strat de apă freatică și care servește la alimentarea curentă cu apă în mediul rural, denumită și puț. 
Tot cu termenul fântână se desemnează și un ansamblu de dispozitive, piese și obiecte, de cele mai multe ori imobile, care au întotdeauna o valoare sculpturală și estetică, în care apa curge dintr-o sursă, conform cuvântului din limba latină fons, umple un anumit bazin și este apoi deversată, dar, de cele mai multe ori, este refolosită fiind utilizată prin reciclare. 
În proiectarea și realizarea fântânilor se întâlnesc adesea straturi de apă care curg de-a lungul a diferite suprafețe de piatră, metal sau beton. Apa poate adesea curge dintr-un bazin de colectare într-altul sau ansamblul poate avea multiple bazine dispuse la diferite înălțimi pentru a imita o cascadă. Multe fântâni sunt plasate în locuri de largă circulație, prezentându-se ca puncte de atracție publică, fiind designate pentru a atrage atenția prin ilustrarea frumuseții curgerii apei în cadrul unui ansamblu sculptural. 
Una din caracteristicile cele mai importante ale unei fântâni moderne este un jet, sau multiple jeturi de apă care determină apa să curgă în direcții foarte diferite, dintre care cea mai spectaculoasă este cea verticală. Această caracteristică implică existența unor mecanisme complexe în care pompele de apă joacă un rol esențial. Există numeroase exemple de astfel de fântâni, dintre care cea mai cunoscută este probabil fântâna ce constă doar dintr-un jet vertical de apă care țâșnește de la nivelul suprafaței Lacului Geneva din Elveția, cunoscută sub numele simplu de Jet d'Eau. 
Deși au existat fântâni cu diferite funcții și de diferite complexități de-a lungul a multor milenii de istorie în cazul multor civilizații umane, fântânile moderne, așa cum apar astăzi, sunt o creație a curentului artistic și cultural al epocii barocului, originar în Italia începutului secolului al XVI-lea. 

## Exemple de fântâni de tip "jet vertical"

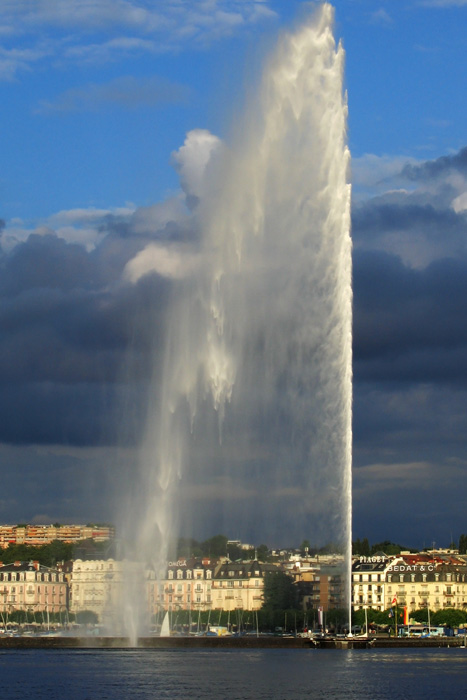
Celebra "fântână", numită uneori simplu Jet-d'eau de Genève, ce constă "doar" dintr-un jet vertical de apă

Fântânile de toate felurile, dar în special fântânile arteziene, naturale sau artificiale, au fost dintotdeauna mari atracții turistice. Astfel, deși este probabil una dintre cele mai faimoase fântâni cu jet vertical din lume, Jet d'Eau din Geneva nu este arteziana cu jetul cel mai înalt din lume. O listă de astfel de fântâni arteziene, toate artificiale, aranjate în ordinea descrescătoare a înălțimii maxime atinse de jetul vertical de apă, este prezentată mai jos. 
1. 312 m - King Fahd's Fountain, Jeddah, Arabia Saudită
2. 202 m - Seonyudo Park World Cup Fountain, Seoul, Coreea de Sud
3. 195 m - Gateway Geysir, Saint Louis, Missouri
4. 189 m - Port Fountain, Karachi, Pakistan
5. 183 m - The Fountain, Fountain Hills, Arizona
6. 147 m - Captain Cook Memorial Waterjet, Canberra, Australia
7. 140 m - Jet d'Eau, Geneva

## Fântână de băut apă
.

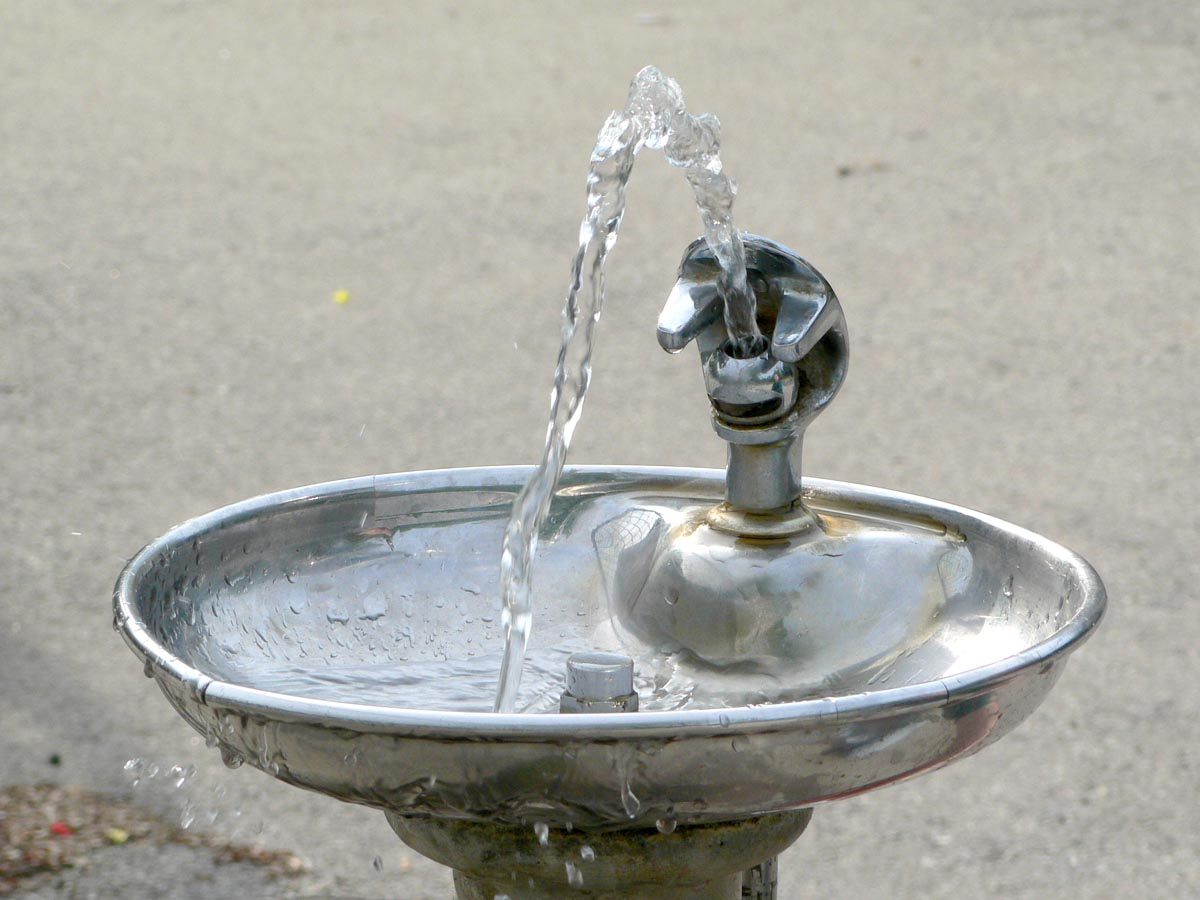
O fântână tipică de băut apă

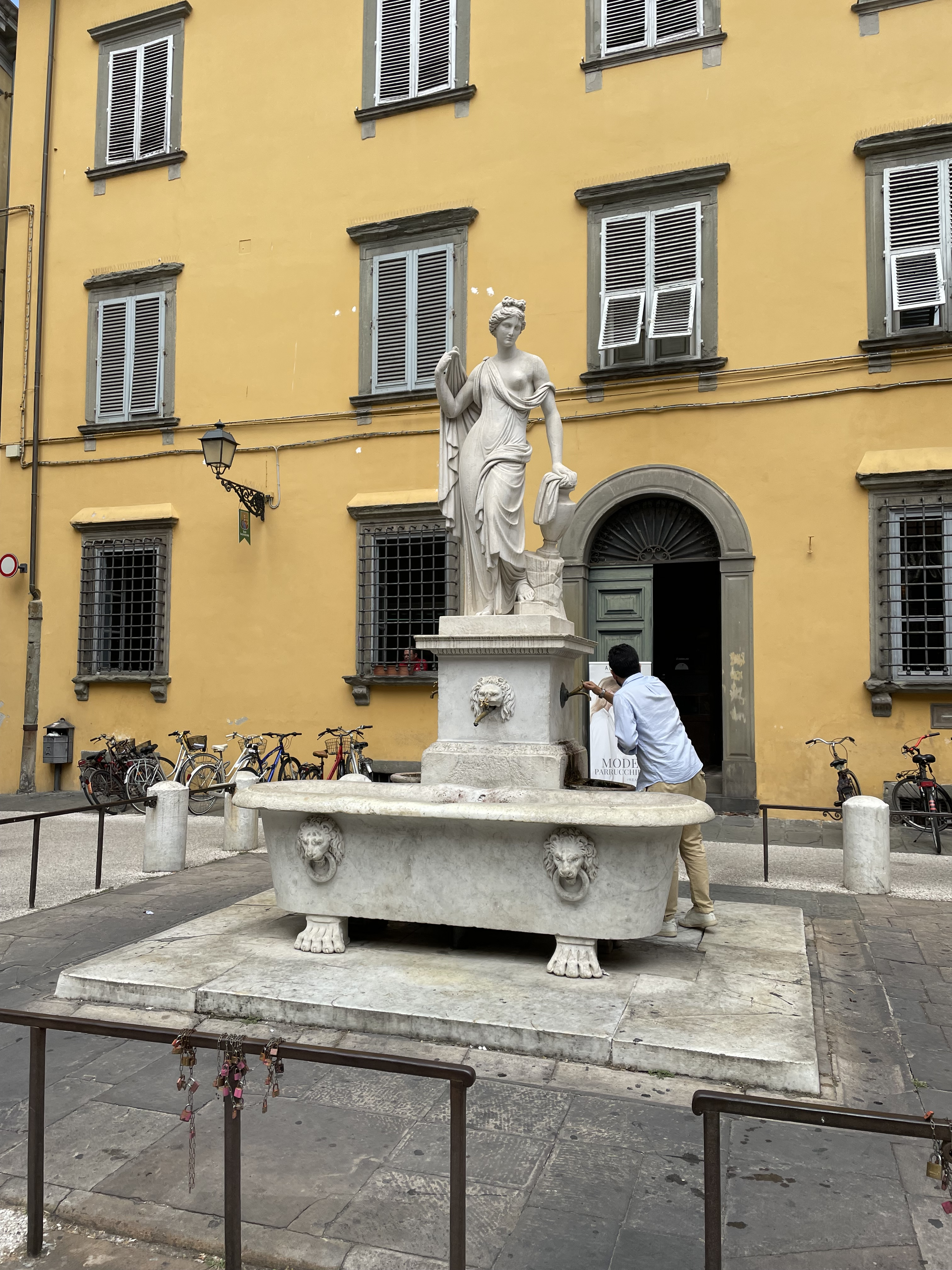
O fântână cu apă potabilă Fontana Della Pupporona, din Lucca,Italia

O fântână arteziană sau o fântână de apă potabilă este concepută pentru a furniza apă potabilă și are un bazin cu apă care curge continuu sau un robinet. Persoana care bea apă se apleacă spre jetul de apă și înghite apa direct din râu. Fântânile arteziene moderne de interior pot încorpora filtre pentru a elimina impuritățile din apă și răcitoare pentru a-i reduce temperatura. Fântânile cu apă se găsesc de obicei în locuri publice, cum ar fi școli, zone de odihnă, biblioteci, parcuri, magazine alimentare, etc. Multe jurisdicții impun ca fântânile cu apă să fie accesibile persoanelor cu dizabilități care sunt pe scaune cu rotile (prin ieșirea orizontală din perete) și să includă o unitate suplimentară de o înălțime mai mică pentru copii și adulți scunzi.